# Дембица
Демби́ца (пол. Dębica) — город в Польше, входит в Подкарпатское воеводство, Дембицкий повят. Занимает площадь 33,81 км². Население — 49 000 человек (на 2004 год). Имеет статус городской гмины. Кроме того, город исполняет функцию административного центра сельской гмины Дембица, но он не входит в её состав.

## История

### Начало
Город был основан в 1358 году польским королём Казимиром III Великим. На протяжении многих лет Дембица был небольшим и малозначимым городом юго-восточной Польши. Отсутствие фортификационных сооружений и малая защищённость делали Дембицу уязвимой при нападениях татар, шведов и венгров, которые сжигали и грабили город каждые несколько лет. Не удивительно, что почти не осталось исторических зданий тех лет. Основанная в XIV веке церковь Святой Ядвиги была полностью перестроена в конце XIX века.

### Под господством Австрии
В 1772, после второго раздела Польши, Дембица оказался в Габсбургской империи, в составе недавно созданной провинции — Галиция. Новые австрийские власти приняли решение о лишении городского статуса и переименовании в Дембиц. Начиная со второй половины XIX века правительство принимает решение о строительстве железной дороги, соединяющей западную и восточную части Империи (линия Краков — Львов). К концу века Дембиц становится крупным железнодорожным узлом, имеющим сообщение с Сандомиром, расположенным на границе с Россией.
В 1908 году студенты Дембицкой школы основали один из старейших в Польше футбольных клубов — «Вислока», названный по протекающей по городу реке.
Незадолго до первой мировой войны Дембице вернули городской статус, но разрушения в ходе оккупации города попеременно русскими, австрийскими, венгерскими и немецкими войсками привели к катастрофическим последствиям. В начале 1915 года фронт стабилизировался, но не осталось практически ни одного сохранившегося здания. Восстановление затянулось на многие послевоенные годы.

Дембица

В ходе Второй мировой войны, после завершения боевых действий в сентябре 1939 года и немецкой оккупации Польши заводы в Дембице были переориентированы на выпуск продукции для немцев, особенно важное военное значение из предприятий города для немцев имели завод синтетического каучука и вагоностроительный завод

## Транспорт
В период с 1988 по 1990 годы в Дембице существовала сеть троллейбуса. Были 2 маршрута — 1-й и 2-й, их общая длина — 8 км. Все они шли от железнодорожного вокзала в посёлок Страшенцин. На линии эксплуатировались 10 троллейбусов марки Ельч ПР110Е. Троллейбус обслуживало предприятие, входившее в состав комбината «Igloopol» — Zakład Komunikacji Miejskiej w Straszęcinie. Система была закрыта из-за плохого технического состояния "Igloopol"а.

## Знаменитые уроженцы
- Юзеф Бушко — историк,
- Северин Ганцарчик — футболист,
- Артур Енджейчик — футболист,
- Станислав Костыра — шахматист,
- Кшиштоф Пендерецкий — композитор.